# Schi alpin la Jocurile Olimpice de iarnă din 2018 - mixt
Proba de schi alpin, mixt de la Jocurile Olimpice de iarnă din 2018 de la Pyeongchang, Coreea de Sud a avut loc pe 24 februarie 2018 la Yongpyong Alpine Centre.

## Program
Orele sunt orele Coreei de Sud (ora României + 7 ore).
| Dată         | Ora         | Rundă  |
| ------------ | ----------- | ------ |
| 24 februarie | 11:00–12:55 | Finala |

## Rezultate
Proba a început la ora 11:00.